# Die Legende der dritten Taube

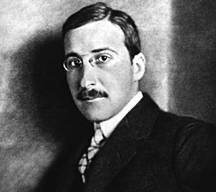
Stefan Zweig (ca. 1912)

Die Legende der dritten Taube ist eine 1916 erschienene Erzählung des österreichischen Autors Stefan Zweig.
Die Legende der dritten Taube entstand im Februar 1916, also im Zeichen des Ersten Weltkriegs. Sie erschien erstmals im Dezember 1916 in der Zeitschrift Der Bildermann.
Die Erzählung spielt in der Zeit nach der Sintflut, als der Urvater Noah auf dem Berg Arafat gelandet war. Er lässt drei Tauben frei, um neues Land zu finden. Die erste kehrt ohne Erfolg auf die Arche zurück. Die zweite trägt bei ihrer Rückkehr bereits ein Ölblatt im Schnabel. Die dritte jedoch vergisst beim Flug durch die Lüfte die Arche Noah; die Welt wird zu ihrer Heimat. Glücklich ruht sie sich auf dem Land aus, bis eines Tages ein Krieg zwischen den Menschen Zerstörung bring wie einst die Sintflut. Die Taube muss fliehen, findet jedoch nirgends mehr Frieden.
Die Erzählung wurde in der Forschung bisher nur wenig rezipiert. Thematisch setzt sich Zweig mit dem Pazifismus und dem Judentum auseinander. Die dritte Taube kann man dabei als Metapher für die Jüdische Diaspora interpretieren. Der Literaturwissenschaftler Zhang Yan stellt auch eine Verbindung zwischen der Taube und dem Humanisten Zweig selbst auf, der jahrelang durch Europa wanderte und schließlich im Exil seine Heimat verlor.